# Sårvatj-Jaure
Sårvatj-Jaure är en sjö i Jokkmokks kommun i Lappland och ingår i Piteälvens huvudavrinningsområde. Sjön har en area på 0,627 kvadratkilometer och ligger 570 meter över havet. Sårvatj-Jaure ligger i Udtja Natura 2000-område.

## Delavrinningsområde
Sårvatj-Jaure ingår i det delavrinningsområde (735363-164975) som SMHI kallar för Utloppet av Sårvatj-Jaure. Medelhöjden är 574 meter över havet och ytan är 2,11 kvadratkilometer. Det finns inga avrinningsområden uppströms utan avrinningsområdet är högsta punkten. Vattendraget som avvattnar avrinningsområdet har biflödesordning 3, vilket innebär att vattnet flödar genom totalt 3 vattendrag innan det når havet efter 188 kilometer. Avrinningsområdet består mestadels av skog (32 procent) och sankmarker (38 procent). Avrinningsområdet har 0,62 kvadratkilometer vattenytor vilket ger det en sjöprocent på 29,6 procent.